# Уварівка
Ува́рівка (до 1948 — Бурна́ш, крим. Burnaş) — село Білогірського району Автономної Республіки Крим.
Відстань від райцентру до населеного пункту складає 46 кілометрів по прямій.
В селі знаходиться мечеть Бурнаш Джамісі.
В ніч з 9 на 10 лютого 2008 року на мусульманському цвинтарі зруйнували практично всі надгробні камені. Всього було сплюндровано понад 270 могил, з них 220 зруйновано. Вандали не знайдені.
У 2023 році у проєкті Постанови Верховної Ради України «Про перейменування деяких населених пунктів Автономної Республіки Крим» село запропоновано перейменувати на Бурнаш.

### Мова
Розподіл населення за рідною мовою за даними перепису 2001 року:
| Мова                | Відсоток |
| ------------------- | -------- |
| російська           | 59,45 %  |
| кримськотатарська   | 25,97 %  |
| українська          | 12,07 %  |
| інші/не визначилися | 2,51 %   |